# Chuyển động

Dao động của một vật thể treo trên lò xo

Chuyển động, trong vật lý, là sự thay đổi vị trí trong không gian theo thời gian của chất điểm hay một hệ chất điểm. Trong đó chất điểm là một điểm hình học không có kích thước hoặc kích thước vô cùng nhỏ bé nhưng có khối lượng. Chất điểm không thay đổi vị trí trong không gian theo thời gian thì đứng yên. Chuyển động của chất điểm chỉ có 2 dạng là chuyển động đều (tức là chuyển động với vận tốc không đổi) và chuyển động có gia tốc (tức là có sự thay đổi vận tốc khi chuyển động). Chất điểm không chịu tác dụng của lực thì sẽ đứng yên hoặc chuyển động đều, tức là gia tốc bằng 0.
Tập hợp nhiều chất điểm gọi là hệ chất điểm. Các chất điểm trong hệ chất điểm có thể độc lập chuyển động hay đứng yên, và giữa chúng có thể có sự thay đổi hay không thay đổi khoảng cách tương đối với nhau theo thời gian. Sự chuyển động tương đối của hệ chất điểm có được là nhờ các loại lực tương tác giữa chúng với nhau (trong bốn loại lực cơ bản). Hệ chất điểm mà luôn giữ các khoảng cách tương đối giữa các chất điểm trong hệ không đổi, dù các chất điểm thuộc hệ có chuyển động hay đứng yên, thì được gọi là vật rắn hay ngắn gọn là vật (Như vậy, vật rắn là hệ chất điểm có khối lượng, luôn giữ khoảng cách với nhau không đổi khi chuyển động). Khoảng cách không đổi của các chất điểm trong vật rắn đem lại sự phụ thuộc không tự do của các chất điểm gọi là liên kết của chất điểm trong vật rắn. Các dạng chuyển động cơ bản của vật rắn bao gồm chuyển động tịnh tiến, và chuyển động quay quanh trục hay tâm. Các loại chuyển động phức tạp của vật rắn đều có thể phân tích thành 2 dạng chuyển động cơ bản trên.

## Định luật Newton
Vào thế kỷ 17, Newton là nhà khoa học gia người Anh đầu tiên nghiên cứu về Chuyển động của vật từ các khái niệm cơ học cơ bản ban đầu và tìm ra các loại Chuyển động cơ bản của vật cùng với các tính chất của các chuyển động được thể hiện qua các công thức chuyển động.
Vật và lực tương tác với nhau theo định luật vạn vật hẫp dẫn và 3 định luật Newton: 
1. Vật ở nguyên trạng thái khi không có lực tương tác, thay đổi trạng thái khi có lực tương tác
2. Vật sẽ tạo một phản lực chống lại lực tương tác
3. Ở trạng thái cân bằng, tổng lực tương tác với vật bằng không
4. Lực hút giữa hai vật tỉ lệ nghịch với bình phương khoảng cách và tỉ lệ thuận với khối lượng của chúng

## Tính chất chuyển động

### Vận tốc
Vận tốc là đạo hàm của quỹ đạo chuyển động theo thời gian. Vận tốc cũng là một đại lượng vector. Vận tốc cho biết tốc độ di chuyển của vật và hướng của vật. Trong chuyển động đều vận tốc là hằng số và trị số được tính bằng tỉ lệ quãng đường chia thời gian:
{\displaystyle v={\frac {s}{t}}}.

### Gia tốc
Bài chi tiết: Gia tốc
Gia tốc là đạo hàm của vận tốc theo thời gian. Gia tốc cho biết thay đổi của vận tốc di chuyển. Trong chuyển động đều hoặc đứng yên gia tốc có trị số bằng 0. Trong chuyển động nhanh dần đều hay chậm dần đều gia tốc là hằng số và trị số được tính bằng tỉ lệ của vận tốc chia thời gian:
{\displaystyle a={\frac {v}{t}}}.

### Độ dịch chuyển
Độ dịch chuyển là trị số độ dài quỹ đạo chuyển động của vật. Độ dịch chuyển đươc tính bằng tích của vận tốc nhân thời gianː
{\displaystyle d=v.t}.
- Lưu ý : độ dịch chuyển (d) và quãng đường (S) là hai đại lượng hoàn toàn khác nhau. Độ dịch chuyển cho biết khoảng cách của vật chuyển động so với gốc ban đầu trong một khoảng thời gian và hướng chuyển động của vật. Quãng đường chỉ cho biết khoảng cách của vật chuyển động trong một khoảng thời gian.

### Lực
Lực là một đại lượng tương tác với vật để thực hiện một việc. Lực tác động gây ra chuyển động cho chất điểm có trị số bằng tích số giữa khối lượng của chất điểm chuyển động với gia tốc chuyển động của chất điểm đó, phương chiều của lực trùng với phương chiều của gia tốc.
{\displaystyle F=m.a}

### Công
Công cho biết khả năng của lực thực hiện một việc. Tính bằng tích của Lực với quãng đường
{\displaystyle W=F.s}

### Năng lượng
Năng lượng là khả năng làm thay đổi trạng thái hoặc thực hiện công năng lên một hệ vật chất.
{\displaystyle E={\frac {W}{t}}}

## Các loại chuyển động cơ bản
- Chuyển động thẳng
- Chuyển động tròn
- Động lượng
- Dao động
- Sóng
- Chuyển động đều
- Chuyển động không đều
- Chuyển động tương đối

## Các loại chuyển động của chất điểm
- Chuyển động thẳng đều là loại chuyển động đều của chất điểm với vận tốc không đổi trên quỹ đạo thẳng.
- Chuyển động quay đều là loại chuyển động đều của chất điểm với vận tốc (là vận tốc góc) không đổi quay quanh một điểm tâm hay một trục (chuyển động đều trong tọa độ cực).
- Chuyển động nhanh dần đều là chuyển động có gia tốc của chất điểm nhưng gia tốc là hằng số dương.
- Chuyển động chậm dần đều là chuyển động có gia tốc của chất điểm nhưng gia tốc là hằng số âm.
- Chuyển động có gia tốc biến thiên.

## Các loại chuyển động của vật rắn
- Chuyển động tịnh tiến của vật rắn là chuyển động của vật mà đường nối 2 điểm bất kỳ của vật luôn luôn song song với chính nó.
- Chuyển động quay quanh trục của vật rắn
- Chuyển động song phẳng
- Chuyển động quay quanh khối tâm của vật rắn